# Zoya Akhtar
Zoya Akhtar (Bombay, Maharashtra, 14 de octubre de 1972) es una directora de cine y guionista india. Tras completar sus estudios de dirección de cine se desempeñó como asistente de cineastas como Mira Nair, Tony Gerber y Dev Benegal, antes de empezar a dirigir sus propias películas.
Ha dirigido películas como Luck by Chance (2009), Zindagi Na Milegi Dobara (2011) y Sheila Ki Jawani, un segmento del filme Bombay Talkies (2013). Escribió el guion para la cinta Talaash: The Answer Lies Within (2012) junto con Reema Kagti y dos años después dirigió Dil Dhadakne Do (2015), una película basada en una disfuncional familia punjabi.

## Carrera
Zoya inició su carrera dirigiendo el vídeo musical de la canción "Price of Bullets" de la banda de rock Pentagram. Trabajó como directora de casting en las películas Dil Chahta Hai y Split Wide Open, y como asistente de dirección en las películas de su hermano Farhan Akhtar Lakshya y Dil Chahta Hai. Más adelante se desempeñó como productora ejecutiva en la película de Reema Kagti Honeymoon Travels Pvt. Ltd.
Hizo su debut como directora en la película Luck By Chance (2009), protagonizada por su hermano Farhan Akhtar y por Konkona Sen Sharma. Cuenta la historia de un actor de origen humilde que irrumpe en la industria cinematográfica. La película fue bien recibida por la crítica pese a no tener buenos números en taquilla.
En 2011 dirigió el filme Zindagi Na Milegi Dobara, protagonizado por Hrithik Roshan, Abhay Deol, Farhan Akhtar, Katrina Kaif y Kalki Koechlin. La producción resultó ser un gran éxito de taquilla y fue bien recibida por la crítica, valiéndole obtener el Premio Filmfare en la categoría de mejor director.
En 2013 se asoció con Anurag Kashyap, Dibakar Banerjee y Karan Johar para realizar el filme Bombay Talkies, como una celebración de los cien años del cine indio.
En 2015 dirigió Dil Dhadakne Do (2015), película que narra la historia de una disfuncional familia punjabi protagonizada por Anil Kapoor como un egocéntrico empresario, Shefali Shah como su elitista esposa y Priyanka Chopra y Ranveer Singh como sus hijos. La cinta contó también con las actuaciones de Anushka Sharma y Farhan Akhtar como los intereses románticos de Singh y Chopra respectivamente.

### Actualidad
Actualmente se encuentra trabajando en la cinta Gully Boy, que se estrenará en 2019 y contará con las actuaciones de Ranveer Singh y Alia Bhatt. La película estará basada en las vidas de los raperos de Bombay Divine y Naezy. Junto con Reema Kagti se encuentra trabajando en la historia de la serie Made in Heaven, prevista a estrenarse en la plataforma Amazon Prime.

## Plano personal
Zoya Akhtar es hija del poeta Javed Akhtar y de la guionista Honey Irani. Su madrastra es Shabana Azmi. Su hermano menor es el actor y director Farhan Akhtar. Estudió producción y dirección de cine en Nueva York.
Su abuelo, Fazl-e-Haq Khairabadi, un erudito de la teología islámica, editó el primer diwan de Mirza Ghalib y se convirtió en una figura importante durante la Rebelión de la India de 1857 en su nativa Khairabad.
Zoya se crio en un ambiente agnóstico y al igual que su hermano Farhan y su padre Javed Akhtar, no profesa ninguna religión.

## Filmografía

### Como directora
| Año  | Película                 |
| ---- | ------------------------ |
| 2009 | Luck By Chance           |
| 2011 | Zindagi Na Milegi Dobara |
| 2013 | Bombay Talkies           |
| 2015 | Dil Dhadakne Do          |
| 2018 | Lust Stories             |
| 2019 | Gully Boy                |

### Como guionista
| Año  | Película                 |
| ---- | ------------------------ |
| 2009 | Luck By Chance           |
| 2011 | Zindagi Na Milegi Dobara |
| 2012 | Talaash                  |

### Como escritora
| Año  | Película                 |
| ---- | ------------------------ |
| 2009 | Luck By Chance           |
| 2011 | Zindagi Na Milegi Dobara |
| 2012 | Talaash                  |
| 2015 | Dil Dhadakne Do          |

### Como asistente de dirección
| Año  | Película       |
| ---- | -------------- |
| 1998 | Bombay Boys    |
| 2001 | Dil Chahta Hai |
| 2004 | Lakshya        |

### Como productora ejecutiva
| Año  | Película                    |
| ---- | --------------------------- |
| 2007 | Honeymoon Travels Pvt. Ltd. |
| 2009 | Luck By Chance              |